# Campylaimus mirus
Campylaimus mirus är en rundmaskart som beskrevs av Gerlach 1950. Campylaimus mirus ingår i släktet Campylaimus och familjen Axonolaimidae. Arten är reproducerande i Sverige. Inga underarter finns listade i Catalogue of Life.